# 热血同行
《热血同行》（前名：艳势番之新青年），是一部2020年中國大陸民國熱血青春勵志劇，青春你好文化傳媒、完美世界影视、中匯影視文化傳播、天娱传媒、龍韜娛樂文化有限公司聯合出品，由劉一志執導，蘇蓬編劇，黃子韜、易烊千玺、胡冰卿、马泽涵、吴俊余等主演。於2020年1月20日在优酷首播。

## 播放時間及平台
| 頻道     | 所在地 | 播映日期      | 备注 |
| -------- | ------ | ------------- | --- |
| 优酷视频 | 中国   | 2020年1月20日 | 优酷视频VIP会员：1月20日早上十点更八集，后每周一至三更新2集；会员抢先看6集 非会员：每周一、二、三早上十点更新2集 |

## 剧情概要
清末乱世，留洋归来的满清贝勒崇利明，破格招募了因阴差阳错而相识的阿易加入特殊的宫廷护卫组织：艳势番。历经一系列残酷选拔和任务考验，阿易与艳势番众人结下深厚情谊，共同面对动荡时代的种种艰难险阻。而崇利明也随着与洋人、黑帮以及腐朽满清内部势力的斗争，逐渐明白了友情、理想的真谛。随着历史浪潮不可逆转的发展，崇利明与阿易一度理念相悖、渐行渐远。最终，觉醒的阿易寻找到了投身革命救亡图存的理想，加入革命党与清廷势力彻底决裂，崇利明也接受革命感召，促成和平谈判，成为历史和平过渡的护航者，见证了清王朝的覆灭与新时代的来临。

## 故事背景
全剧故事第一阶段将从1908年开始，落点将在1924年，而在结尾的部分，剧中的“新青年”们又面临着新的选择。
编剧精心设置将辛亥革命、保路运动、南北议和、护国战争等重要历史事件加入在剧中。
剧中的人物虽都是虚构，但会和历史有千丝万缕的联系。

## 演員表

### 主要角色
| 演員                                 | 角色                     | 介紹 | 原版配音              |
| 黃子韜 少年：還雨晨                  | 額爾吉·崇利明 （詹姆斯） | 多羅哲敏貝勒 神機營副都統→艷勢番番主→護國軍軍員 滿洲正白旗世襲郡王 额尔吉·審修之子，與愛新覺羅·語初是青梅竹馬，後成為夫妻 （雖未完婚但已求婚，在語初墓碑上刻的是妻子） 自幼被父母與語初母親元寧定下婚約（娃娃親） 文武雙全，曾經留學英國和日本 看似桀驁不馴，內心卻極富正義感；從不迷戀榮華富貴，亦不與腐朽勢力同流合污 於第50集向語初求婚成功，後親眼目睹語初被擊中腦部，當場死去而崩潰 於第51集把青幫總堂給剷平了，後解散艷勢番 於第56集暴打楊真，後以三槍擊斃楊真，為語初、司三和席仙兒報仇 於第57集將北洋軍的通訊密碼送到阿易手裡，後與瘟狗、可顏辛、瓦格納留在陣地與阿易等人一起保家衛國 於第58集正式告別過去，成為護國軍一員與阿易同赴南方軍校東征北伐、後投身於新民主主義革命征程 參見神機營 參見艷勢番 參見同盟會 | 楊天翔                |
| 易烊千璽 幼年：馬梓恩 少年：董李無憂 | 阿易 （易新天）          | 平民少年 艷勢番番員→四川通省大學堂大一新生→護國軍軍官（營長） 隱忍度日的小馬賊，後因緣巧合加入艷勢番 性格內斂、沉默冷酷、膽識過人，擁有淒慘的童年 若婉之子，自幼被楊明丟失 擁有與若婉一樣的西洋胭脂盒 與愛新覺羅·語初最親密，倆人是姐弟關係 受崇利明的指示，掩藏艷勢番身份，跟隨周覺回去鐵路維權聯合會 周覺給予一個新身份：「易新天」，四川通省大學堂大一新生，剛加入同盟會半年 後來因為痛失大傻而退出艷勢番與周覺去南方參加革命 於第49集得知母親若婉沒死，卻因為與楊真決鬥時，楊真無意開槍擊斃若婉而再度失去母親 於第57集收到崇利明送來的北洋軍通訊密碼，後崇利明與瘟狗、可顏辛、瓦格納留在陣地與眾人一起保家衛國 於第58集終於勸服崇利明同赴南方軍校東征北伐、一起投身於新民主主義革命征程 參見艷勢番 參見同盟會         | 蘇尚卿 小阿易：艾一艾 |
| 胡冰卿 少年：潘昱多                  | 愛新覺羅·語初 （楊語初） | 晚清宗室格格 步軍統領衙門護軍參領→艷勢番番員 楊明與元寧之女，與額爾吉·崇利明是青梅竹馬，後成為其妻子 （雖未完婚但已求婚，在墓碑上刻的是妻子） 自幼被崇利明父母與元寧定下婚約（娃娃親），是崇利明的童養媳 外剛內柔、溫婉端莊、敢愛敢恨、武藝高超 自幼被舅舅愛新覺羅·哲聿撫養，後受他之命接近崇利明，加入艷勢番 因父親楊明薄情寡義害死了母親，因而對他心生怨恨，不願跟隨他姓楊而隨母姓 與阿易是姐弟關係 於第44集為救崇利明而被大喬開槍擊傷腹部，流血不止 於第50集答應了崇利明的求婚，後為救崇利明，與楊真決鬥時被其開槍擊穿腦部，當場倒地死去 於第58集出現在崇利明與過去告別的回憶裡 参见步軍統領衙門 參見艷勢番 | 原音                  |

### 次要角色
| 演員   | 角色   | 介紹 | 原版配音 |
| 王瑞昌 | 瓦格納 | 神機營參領→艷勢番番員→診所醫生 滿洲鑲藍旗貝子 崇利明摯友、喜欢晴儿，後與晴兒成為夫妻（第52集） 溫文爾雅、思維嚴謹、細緻敏銳，擅長西醫和解剖學 在艷勢番解散後成立私人診所，與晴兒共結連理，成家並育有一子（康康） 於第58集在護國軍與北洋軍的戰爭時被敵軍擊斃 於第58集出現在崇利明與過去告別的回憶裡 參見神機營 參見艷勢番 | 班闯     |
| 劉源   | 可顏辛 | 神機營佐領→艷勢番番員 崇利明摯友，處事精明、人情練達；善於理財，管事 在艷勢番解散後，頹靡不振，染上煙癮，多次欠錢被人毒打 最終都是求助瓦格納，借錢償還 於第57集在北洋軍襲營時為掩護崇利明被擊中腹部流血過多，傷及腎臟 於第58集在瓦格納搶救下依舊傷重不治 於第58集出現在崇利明與過去告別的回憶裡 參見神機營 參見艷勢番 | 凌振赫   |
| 李俊濠 | 司三   | 神機營參領→艷勢番番員→戰地記者 崇利明摯友、喜歡語初 瓦格納兒子（康康）之義父 思維明捷、古靈精怪、能言善辯 善用相機收集信息，是京城里首屈一指的攝影師 在艷勢番解散後，成為戰地記者 後因緣巧合，發現了楊真行踪並告知崇利明；殊不知當時行踪已暴露，被楊真派人時刻監視著 於第54集與眾人混入北洋軍營中救出瓦格納時身中數槍，後為了掩護眾兄弟撤退逃跑，被多槍擊斃 於第58集出現在崇利明與過去告別的回憶裡 參見神機營 參見艷勢番 | 邵彤     |
| 王子騰 | 瘟狗   | 協瑛小王公→艷勢番番員 崇利明摯友；豪氣驍勇，粗獷耿直，善用各類武器和軍火 在艷勢番解散後，在八大胡同倒賣軍火 於第57集在護國軍與北洋軍的戰爭時身中數槍，後為救眾人不惜引爆身邊的炸彈，壯烈犧牲 於第58集出現在崇利明與過去告別的回憶裡 參見艷勢番 |          |
| 吴俊余 | 楊真   | 步軍統領衙門副衛→艷勢番番員→北洋軍軍官（副旅長） 與崇利明等眾人本是摯友，後多次出賣背叛他們而決裂 與席仙兒成為夫妻，並育有一子（楊帆） 性格多疑、敏感脆弱、內心自卑，缺乏安全感；亦正亦邪的多面手 自幼是孤兒，在教會長大 後來被楊明帶回府裡，代替丟失阿易的位置 一場火災讓他死而逃生，後與若婉到教堂避難 後對崇利明懺悔並回到艷勢番，實則有目的 多次出賣艷勢番同伴的行動並且害他們多次落入險境，後因與阿易的決鬥無意開槍擊斃若婉 向青幫金先生求救，埋置炸藥說是為了替艷勢番執行行動，也為了艷勢番清理背叛朝廷的叛徒，實則為了除掉崇利明等人 因擊傷崇利明不成，反而擊斃了語初，後逃走 三年後被司三發現行踪時候已經是北洋軍軍官（副旅長） 迎娶仙兒初期時候對其十分好及說盡好話，後經常對她強行施暴 發現仙兒與崇利明有來往時不惜以仙兒的性命來威脅崇利明，後當著崇利明的面開了兩槍殺死仙兒 於第56集被崇利明暴打，後被崇利明以三槍擊斃，為語初、司三和席仙兒報仇 參見艷勢番 | 陳張太康 |
| 寧心   | 花九卿 | 青幫太子爺 青幫老大養女；高冷內斂、沉著冷靜、傲骨如卿、俠肝義膽、知恩圖報 在蓮二十歲那年帶他入青幫，一直提攜照顧著他 於第51集服下養父給予的毒酒，後被崇利明送醫救治 昏迷三年後甦醒，在崇利明的鼓勵和安排下，遠赴倫敦大學深造學習 參見青幫 | 白雪     |
| 郭曉婷 | 席仙兒 | 上林仙館頭牌→北洋軍軍官夫人 崇利明的紅顏知己；曾是京城第一“花魁”，後被贖身 於第55集席仙兒提及已嫁給楊真，並育有一子（楊帆） 嫁給楊真初期時很幸福，被他疼愛及各種花言巧語欺騙 後經常被楊真強行施暴，打得遍體麟傷、傷痕累累 於第56集準備出逃時被楊真發現，被抓後被其以性命威脅崇利明 準備與楊真同歸於盡時候交代崇利明好好照顧楊帆，後不慎被楊真開了兩槍擊斃 參見上林仙館 | 徐暢繁   |
| 馬澤涵 | 瑪麗   | 遠東公司簽約代表 出生於英國的大家閨秀，崇利明留英同窗，亦是崇利明前女友 外表纖弱、思想西化、城府頗深、綽約多姿 | 閆萌萌   |

### 神機營
| 演員   | 角色          | 介紹                                 | 原版配音 |
| 王仁君 | 舒爾泰        | 神機營都統 參見艷勢番                | 凌雲     |
| 黃子韜 | 額爾吉·崇利明 | 神機營副都統 詳見主要角色 參見艷勢番 | 杨天翔   |
| 王瑞昌 | 瓦格納        | 神機營參領 詳見次要角色 参见艳势番   | 班闯     |
| 劉源   | 可顏辛        | 神機營佐領 詳見次要角色 参见艳势番   | 凌振赫   |
| 李俊濠 | 司三          | 神機營參領 詳見次要角色 参见艳势番   | 邵彤     |

### 步軍統領衙門
| 演員   | 角色          | 介紹                                         | 原版配音 |
| 胡冰卿 | 愛新覺羅·語初 | 步軍統領衙門護軍參領 詳見主要角色 參見艷勢番 | 原音     |
| 吴俊余 | 楊真          | 步軍統領衙門副衛 詳見次要角色 参见艳势番     | 陳章太康 |

### 艷勢番

#### 前任
| 演員   | 角色     | 介紹                                                                             | 原版配音 |
| 胡亚捷 | 楊明     | 第一任番主 曾被阿易向語初口訴已被其殺死，後以黎叔這個神秘身份再次出場 詳見同盟會 | 武文     |
| 王仁君 | 舒爾泰   | 第二任番主 詳見神機營                                                            | 凌雲     |
| 趙小銳 | 芮臻     | 九門提督 番員 老謀深算、魄力十足、狠辣兇殘、陰險狡詐                             | 楊冰雨   |
| 衛羽   | 善潼     | 八旗戶軍統領 番員                                                                |          |
| 王侃偉 | 索朗     | 前鋒參領 番員                                                                    |          |
| 邢文傑 | 裘貝勒   | 晚清宗室貝勒 番員                                                                |          |
| 蕭岱青 | 時殷     | 散軼大臣 番員                                                                    | 嚴燕生   |
| 於愛群 | 言敖     | 太醫院首席 番員                                                                  | 萬曆     |
| 彭博   | 穆易王爺 | 郡王 番員 梨園戲迷，太后身邊的紅人 外表文弱，實而棉裡藏針                        |          |

#### 新艷勢番
- 於第51集解散

| 演員     | 角色          | 介紹                               | 原版配音 |
| 黃子韜   | 額爾吉·崇利明 | 第三任番主 詳見主要角色 參見神機營 | 楊天翔   |
| 易烊千璽 | 阿易          | 番員 詳見主要角色 參見同盟會       | 蘇尚卿   |
| 胡冰卿   | 愛新覺羅·語初 | 番員 詳見主要角色 參見步軍統領衙門 | 原音     |
| 王子騰   | 瘟狗          | 番員 詳見次要角色                  |          |
| 王瑞昌   | 瓦格納        | 番员 詳見次要角色 參見神機營       | 班闯     |
| 劉源     | 可顏辛        | 番員 詳見次要角色 參見神機營       | 凌振赫   |
| 李俊濠   | 司三          | 番員 詳見次要角色 參見神機營       | 邵彤     |
| 吳俊餘   | 楊真          | 番員 詳見次要角色 參見步軍統領衙門 | 陳章太康 |

### 上林仙館
| 演員              | 角色   | 介紹                                               | 原版配音 |
| 劉芸 少年：薛玉蘭 | 芳兒   | 上林仙館頭牌 風韻花魁，崇利明的紅顏知己 參見青龍會 | 張喆     |
| 郭曉婷            | 席仙兒 | 上林仙館頭牌 詳見次要角色                          | 徐暢繁   |

### 青幫
| 演員              | 角色              | 介紹 | 原版配音 |
| 林棟甫            | 金先生 （金元城） | 青幫幫主 人稱“金先生”，外表仁慈，實則陰狠毒辣、老謀深算 花九卿養父 於第51集在崇利明帶眾人剷平青幫總堂時深知鬥不過崇利明，後開槍自盡                                                      |          |
| 寧心              | 花九卿            | 青幫太子爺 詳見次要角色 | 白雪     |
| 賀鵬 幼年：吳志達 | 蓮二              | 青幫北京堂口堂主 人稱“蓮爺”，與阿易、大傻是同一個村子一起長大的摯友 十歲時候被花九卿帶進青幫，被她提攜照顧著 喜歡晴兒 被崇利明勸服剷除艷勢番舊部後，在試圖射殺阿易同歸於盡時被崇利明擊斃 | 原音     |
| 李帥              | 彼得洪            | 神父 替金先生辦事，分憂解難 最終被楊真殺害 |          |
| 潘躍洋            | 大貓              | |          |

### 同盟會
（護國軍）
| 演員                                 | 角色            | 介紹 | 原版配音              |
| 任洛敏                               | 蘇先生          | |                       |
| 馬可                                 | 宋將軍          | 護國軍將領 於第58集護國軍擊敗北洋軍時登場 角色原型為蔡锷 |                       |
| 苑子文                               | 周覺            | 富庶書商家庭公子→護國軍軍官（營長） 崇利明留日時期同窗好友 博學多才、滿腔熱血，心懷抱負、愛國愛民、具備領袖風範 | 魏超                  |
| 易烊千璽 幼年：馬梓恩 少年：董李無憂 | 易新天 （阿易） | 四川通省大學堂大一新生→護國軍軍官（營長） 剛加入同盟會半年 受崇利明的指示，掩藏艷勢番身份，跟隨周覺回去鐵路維權聯合會 後來因為痛失大傻而退出艷世番與周覺去南方參加革命 詳見主要角色 參見艷勢番 | 蘇尚卿 小阿易：艾一艾 |
| 黃子韜                               | 額爾吉·崇利明   | 護國軍軍員 於第58集成為護國軍一員，與阿易同赴南方軍校東征北伐、後投身於新民主主義革命征程 詳見主要角色 參見神機營 參見艷勢番 | 杨天翔                |
| 胡亚捷                               | 黎叔 （楊明）   | 周覺貼身侍衛 前艷勢番番主 楊語初（愛新覺羅·語初），阿易之父、楊真之養父 元寧、若婉之夫 曾被阿易向語初口訴已被其殺死，後以黎叔這個神秘身份再次出場 寡言少語，武功高強，忠心護主 十年前受過重傷，雖撿回一條性命卻失去記憶 從前對元寧的薄情寡義使女兒語初心生怨恨，不想與其相認；在彌留之餘對語初懺悔後要求她開槍射殺自己，但語初心有不忍，後含怨死去 參見艷勢番 |                       |

### 青龍會
| 演員              | 角色 | 介紹                | 原版配音 |
| 李俊墨            | 小柯 | 青龍會當家 芳兒弟弟 |          |
| 劉芸 少年：薛玉蘭 | 芳兒 | 參見上林仙館        | 張喆     |

### 其他角色
| 演員   | 角色          | 介紹 | 原版配音              |
| 由立平 | 愛新覺羅·哲聿 | 晚清宗室王爺 愛新覺羅·語初之舅舅 心思縝密、深不可測、汲汲於權，掌控欲強 委派外甥女愛新覺羅·語初接近崇利明，調查艷勢番背後的秘密 在大清滅亡之時，是青幫總堂的幕後掌託人（通過金先生對崇利明的口述得知） 是對愛新覺羅·語初下達指令必須剷除之人、後委任楊真為艷勢番新任番主 | 馮盛                  |
| 寧曉志 | 德琪王爺      | 朝廷重臣 忠心執著、思想老派、墨守成規，恪守本心為大清 |                       |
| 王慶祥 | 額爾吉·審修   | 朝廷重臣 額爾吉·崇利明之父 行事低調，嘴硬心軟 希望兒子崇利明遠離朝廷是非 被艷勢番番員等人設計殺害 | 趙述仁                |
| 張春年 | 董蓮海        | 總管太監 太后身邊的總管太監 忠心耿耿、表裡不一 |                       |
| 許榕真 | 若婉          | 蒙古女人 楊明心儀的女人，不惜在元寧死後立馬迎娶進楊家 阿易之母，楊真之養母 被蓮二挾持時，從楊真口中得知親生兒子阿易的事，擁有與阿易一樣的西洋胭脂盒 與楊真在一場火災死而逃生，後到教堂避難 於第49集因楊真與阿易的決鬥無意被楊真開槍擊斃                                  | 任怡潔                |
| 李建義 | 老馬頭        | 羊肉館老闆 晴兒爺爺，與孫女相依為命 |                       |
| 王思懿 | 晴兒          | 老馬頭孫女，與爺爺相依為命 於第52集已成為瓦格納太太，並育有一子（康康） | 徐佳琦                |
| 王新宇 | 大傻          | 與阿易、蓮二是同一個村子一起長大的摯友 | 傅晨陽 小大傻：王少雍 |
| 呂一丁 | 錢坤          | |                       |
| 黃佳容 | 玉冰          | |                       |
| 林子晴 | 小紅          | 席仙兒貼身丫環 看不慣楊真時常對席仙兒施暴，使她傷痕累累 向崇利明求救 在仙兒被楊真擊斃後帶著楊帆與崇利明等人會合，才得知仙兒已不在的消息，後擔起照顧楊帆的責任 |                       |

资料参考来源：

## 电视原声带
| 曲序 | 曲目                     |            | 作曲   | 演唱                                 |
| ---- | ------------------------ | ---------- | ------ | ------------------------------------ |
| 1.   | 另一个世界（涅槃主题曲） | 淺紫、姜帆 | 姜帆   | 南征北战NZBZ                         |
| 2.   | 清欢决（清殇主题曲）     | 徐昊       | 李星彤 | 张磊                                 |
| 3.   | 光的出口（燃梦主题曲）   | 淺紫       | 都智文 | 张玮                                 |
| 4.   | 花开花落（推广曲）       |            |        | 莫艳琳、余枫                         |
| 5.   | 少年戰（片尾曲）         | 徐仲鄰     | 莫艷琳 | 汪蘇瀧                               |
| 6.   | 也許是愛情（插曲）       | 淺紫       | 都智文 | 吳莫愁                               |
| 7.   | 單身（插曲）             | 黃子韜     | 黃子韜 | 黃子韜                               |
| 8.   | 若有情（插曲）           | 梁振華     | 譚伊哲 | 刘忻、张阳阳                         |
| 9.   | 你（插曲）               | 淺紫       | 李星彤 | 金潤吉                               |
| 10.  | 少年中國說（插曲）       | 梁啟超     | 淺紫   | 男聲合唱團(靳銳、趙晨、朱江、梁文灝) |
| 11.  | 花開九千（插曲）         | 金玟岐     | 金玟岐 | 寧心                                 |

### 香港
| 曲序 | 曲目               | 作曲   | 编曲   | 演唱   |
| ---- | ------------------ | ------ | ------ | ------ |
| 1.   | 熱血同行（主題曲） | 張家誠 | 張美賢 | 謝東閔 |
| 2.   | 无题（片尾曲）     |        |        | 菊梓喬 |

## 宣傳活動
| 活动日期      | 活動                                       | 出席演員 |
| 2019年1月22日 | 电视剧《艳势番之新青年》北京卫视开播发布会 | 黄子韬、吴俊余、马泽涵、宁心、王子腾、李俊濠、王瑞昌、刘源、 苑子文、彭博、刘芸、郭晓婷、张春年、颜歌、黄佳容 |
| 2019年1月24日 | 电视剧《艳势番之新青年》东方卫视开播发布会 | 黄子韬、胡冰卿、吴俊余、马泽涵、宁心、王子腾、 李俊濠、王瑞昌、刘源、刘芸、郭晓婷                             |